# Mária-templom (Krakkó)
A krakkói Mária-templom (más néven: Áldott Szűz Mária Mennybemenetele-bazilika, lengyelül: Kościół Mariacki, illetve Kościół archiprezbiterialny Wniebowzięcia Najświętszej Marii Panny w Krakowie) templom Krakkóban, melynek mérete és jelentősége a Waweli székesegyházhoz hasonló. 1962 óta a basilica minor („kisebb bazilika”) pápai kitüntető cím birtokosa, a város és egész Lengyelország egyik leghíresebb műemléke.
A gótikus stílusú templom a 14-15. században épült. Krakkó főterén, a Rynek Główny északkeleti sarkán, a Mária téren (Plac Mariacki) áll, a Sandomierztől Tyniecig vezető nagy-lengyelországi Szent Jakab Zarándokút mellett.

## Története

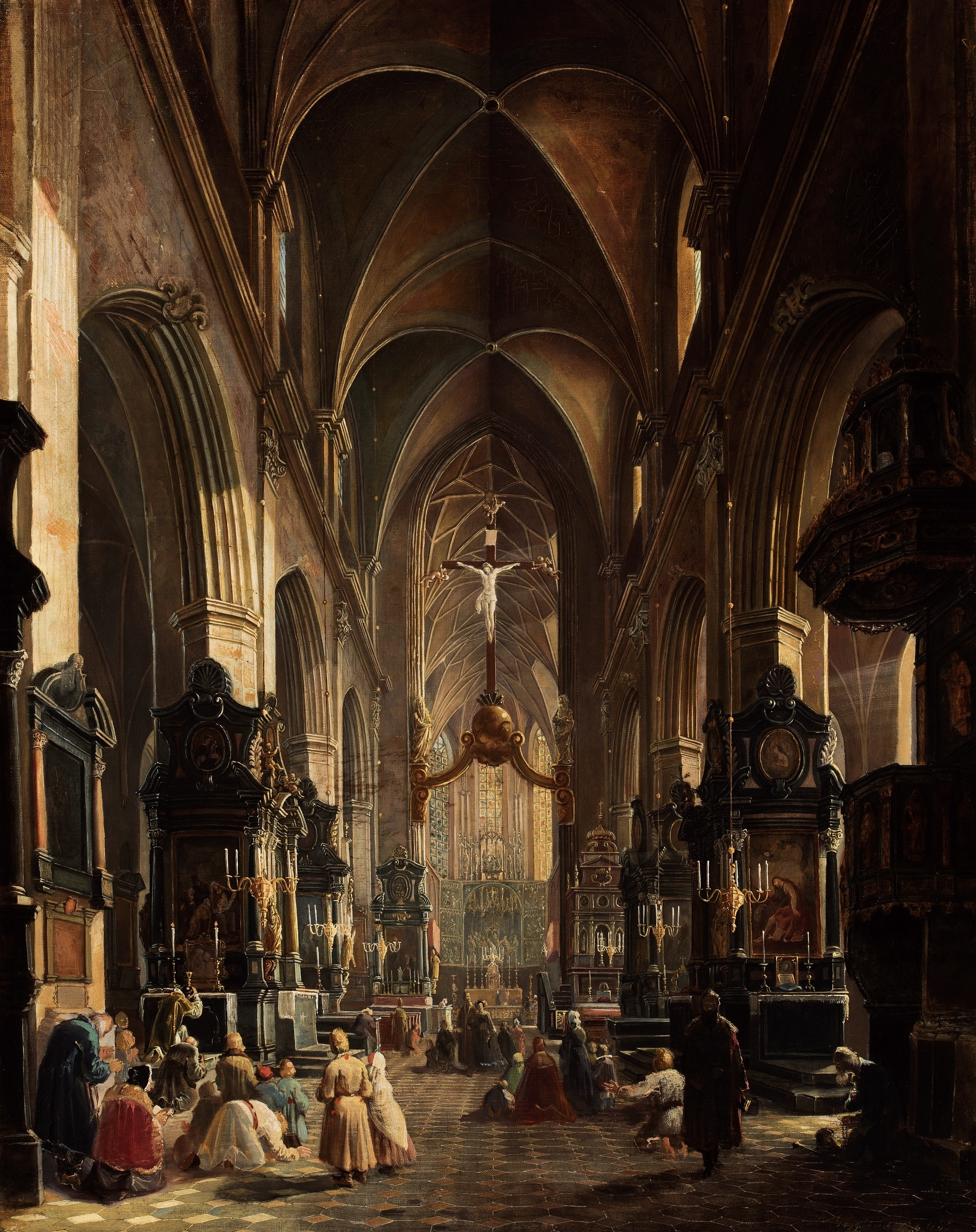
Aleksander Gryglewski:
A krakkói Mária-templom belső tere, 1858

Jan Długosz középkori történetíró szerint a mai építmény helyén 1221-1222-ben román stílusú templomot emeltek Iwo Odrowąż krakkói püspök adományaként. Ez volt az első téglatemplom Krakkóban, egy korábbi, fából készült templom helyén építették. A tatárjárás következtében azonban hamarosan elpusztult. 1290 és 1300 között építették újjá, felhasználva a régi épület maradványait. A koragótikus új csarnoktemplomot 1320-1321-ben szentelték fel, építése azonban még az 1330-as években is folyt.
Mai szentélyét 1355-1365 folyamán idősebb Mikołaj Wierzynek krakkói kereskedő és városi tanácsnok építtette, aki a szomszédos Szent Borbála-templom építését is támogatta. Az 1392-1397 közötti években a belső terek jobb megvilágítása érdekében az oldalsó falak magasságát csökkentették és a korábbinál nagyobb ablaknyílásokat vágtak, ezzel a templom bazilikális elrendezésűvé vált.
A 15. század első felében kápolnákat csatoltak az épülethez, a többségük Franciszek Wiechoń mester munkája volt. 1442-ben vagy 1443-ban erős földrengés miatt összeomlott a templom boltozata. A századelőn az északi tornyot átalakították városi védelem céljára, majd 1478-ban Matias Heringkan asztalos templomsisakkal fedte le. A század végén Veit Stoss (Wit Stwosz) nürnbergi és krakkói mester késő gótikus szobrászati remekével, a Nagy Oltárral gyarapították a templomot.
A 16. század elejétől a lengyel városi tanácsosok egyre hangosabban követelték a német egyházi közösségek lengyelesítését, míg ellenzékük, a német polgárok képviselői igyekeztek megóvni a jogaikat. A lengyel nemesség nyomására az 1537-es országgyűlésen I. Zsigmond lengyel király a német istentiszteletek megtartását korlátozó törvényt alkotott.
1666-ban aranyozott koronát szereltek az északi toronyra.
A 18. században Jacek August Łopacki nagyprépost megrendelésére a belső tereket – összesen 26 berendezési tárgyat – késő barokk stílusban felújítottak és átalakítottak. A munkálatokat az olasz Francesco Placidi irányította, a falakat Andrzej Radwański díszítette polikrómiákkal. Ebben az időszakban készült el a szintén késő barokk jellegű bejárat (előcsarnok) is.
1802-1803-ban felszámolták a templom melletti Régi Mária temetőt, ennek helyén jött létre a mai Mária tér.
1887-1891-ben Tadeusz Stryjeński irányításával neogótikus stílusban ismét felújították a templomot. Jan Matejko polikrómiákat, Stanisław Wyspiański és Józef Mehoffer pedig ólomüveg ablakokat készítettek a szentély számára.
Az 1990-es évek elején átfogó felújítás és restaurálás kezdődött, aminek köszönhetően a templom visszanyerte egykori pompáját. A felújítási munka 2003-ban a tetőfedéssel zárult.
2010. április 18-án itt tartották a tragikus körülmények között elhunyt lengyel köztársasági elnök, Lech Kaczyński és felesége, Maria Kaczyńska temetési szertartását, akiket aztán a Waweli székesegyházban helyeztek örök nyugalomra.

## Építészet

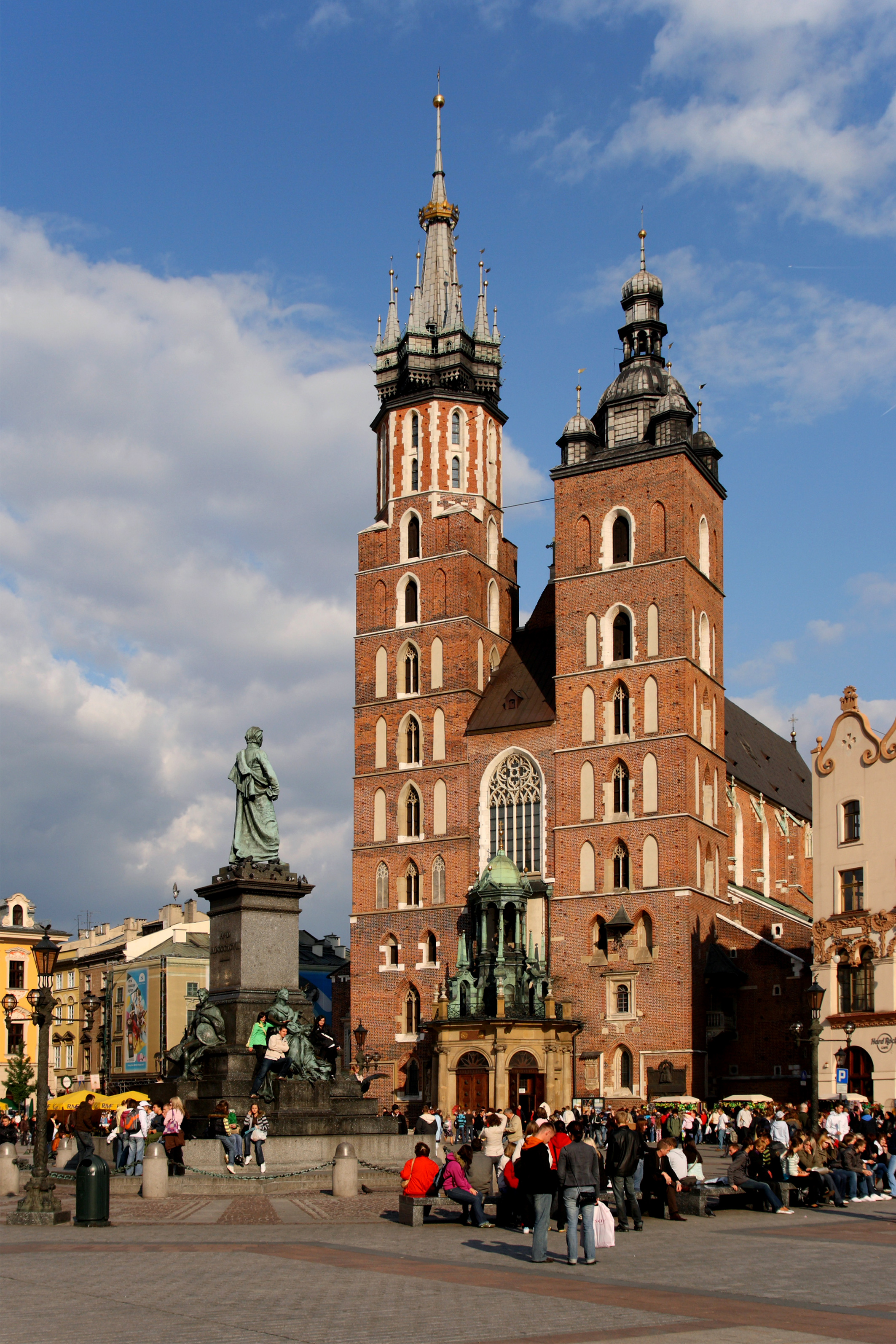
A templom a Főtér felől nézve. Előtte az Adam Mickiewicz-emlékmű

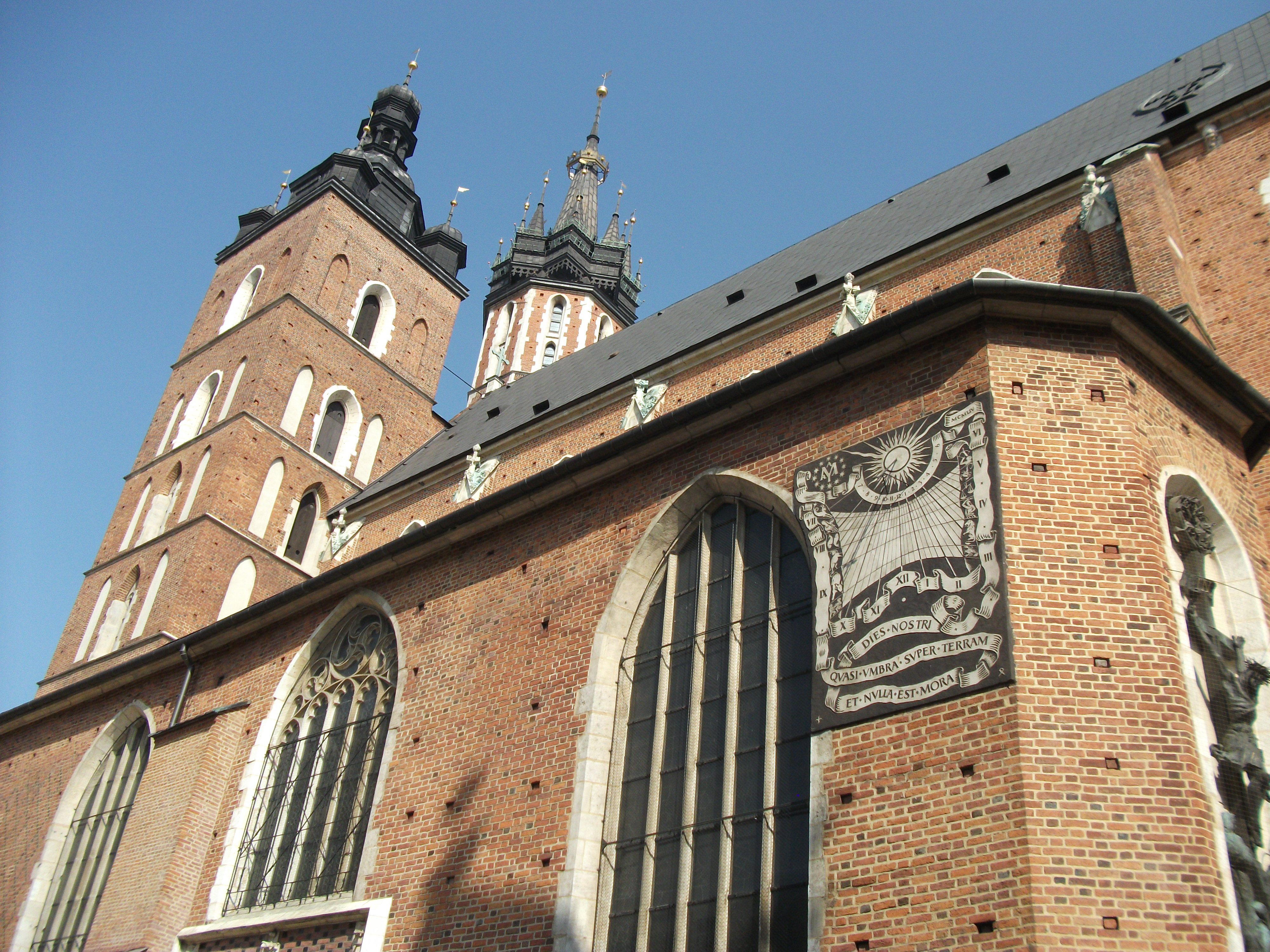
A templom déli homlokzata napórával

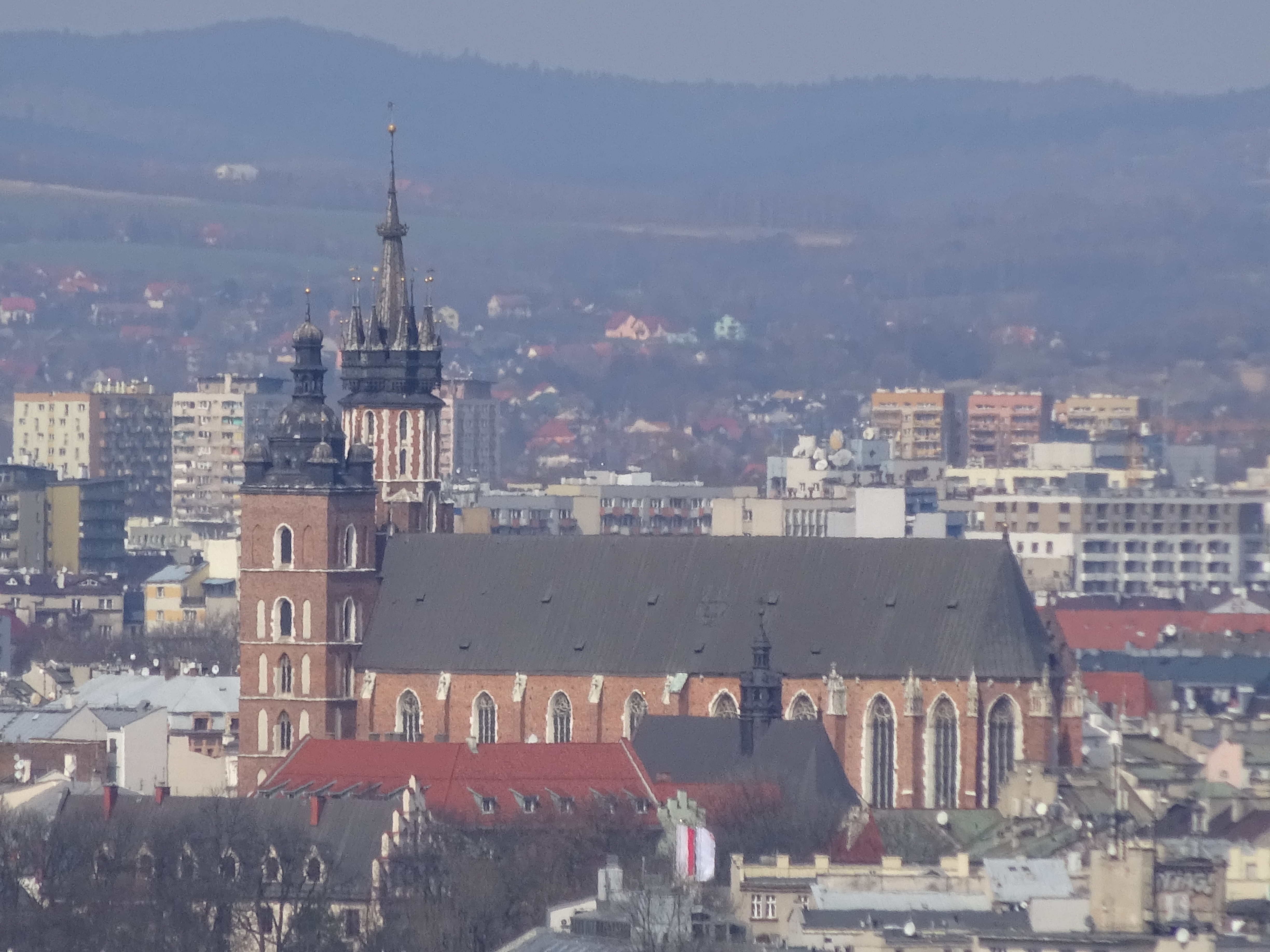
A templom látképe a távoli Krakus-halomról

A bazilika jelenlegi formáját az 1392-1397. évi átalakítások során nyerte el.

### A tornyok
A templom oromzatát két torony zárja közre.
A nagyobb, 82 méter magas északi torony neve Kürt (Hejnalica). Négyzet formájú alapja a kilencedik emeletnél nyolcszögűvé válik, s ezen a szinten már hosszú, két emeletet átfogó ablakokat foglal magába.
A torony gótikus sisakja Matias Heringkan mester munkája 1478-ból. A hegyes sisak szintén nyolcszögletű, alsó részén nyolc tornyocska koszorúzza. 1666-ban 2,4 méter átmérőjű, 1,3 magas aranyozott koronát helyeztek rá. A toronyból, 54 méter magasan minden órában felhangzik a Hejnał Mariacki, a város nevezetességévé vált kürtszó. A toronyban 1530-ban elhelyeztek egy 165 cm átmérőjű, d’ hangú harangot is.
1883-ban a torony bejárata mögött III. Sobieski János lengyel királyt ábrázoló bronz domborművet helyeztek el. Ezt Pius Weloński szobrász készítette a törökellenes győztes kahlenbergi csata 200. évfordulójára.
A torony mellett, az épület északi oldalán található kisebb építmény a toronyban lévő kőlépcsőházhoz vezet. 1912 őszén éttermet alakítottak ki benne, a munkálatokat Jan Sas-Zubrzycki professzor és Rzymkowski önkormányzati mérnök felügyelte. A torony díszeit (pl. a koronát) is leemelték és felújították ekkor. Megnyitása után az éttermet a krakkói H. Sztorca cég üzemeltette.
2013-ban a tornyot lezárták a látogatók elől rossz műszaki állapota miatt. 2015-ben nyitották meg újra, miután végeztek a felújítási munkálatokkal.
A kisebbik, 69 méter magas déli torony templomi harangjáték, azaz harangtorony céljára épült. Alapja szintén négyzet alakú, és akárcsak a másik torony esetében, szintjei és ablakai hangsúlyos párkányokkal és ablakkeretekkel, illetve egyéb díszekkel vannak kiemelve. Első emeletén reneszánsz kápolna található, melyet Megtért Szent Pálnak szenteltek (Kaufmann-templom). A külső falon, a kápolna ablaka mellett háromszög alakú tetőcske alatt függ a „Haldokló harangja”, melyet 1736-ban a wrocławi Kacper Koeber öntött.
A tornyot 1592-ben készült késő reneszánsz stílusú sisak koronázza, mely elliptikus kupolából és az ezen álló nyolcszögletű világítótornyocskából áll. A tornyocska sarkainál négy kisebb kupola zárja a falakat, közrefogva egyben a nagy kupolát.
A toronyban lévő és 1530-ból származó, 135 cm átmérőjű harang napjainkban nincs használatban.

### Külső, homlokzati rész
A templom magasba szökő falait karcsú, kőcsipkékkel díszített ablakkeretek, gótikus vakablakok és a külső pilléreken álló 21 szimbolikus témájú kőfaragás díszíti. A Nepomuki Szent János-kápolna falán 1954-ben sgraffito technikával készült napórát helyeztek el, mely Tadeusz Przypkowski munkája volt.

### Előcsarnok
A barokk stílusú előcsarnok (narthex) a templom belsejébe vezet. 1750 és 1753 között készítették Francesco Placidi tervei szerint. Az építmény Krisztus sírjának formáját idézi. A templom fából készült kapuzatát a próféták és az apostolok, valamint lengyel szentek fémből öntött portréi díszítik, melyek Karol Hukan alkotásai 1929-ből.
Az előcsarnok felett óriási méretű csúcsíves, kőcsipkével és színes üveggel díszített rózsaablak látható. Józef Mehoffer és Stanisław Wyspiański készítette Jan Matejko koncepciója szerint 1891-ben.

### Pellengér
A bazilika bejáratánál, a Mária tér felőli oldalon látható egy falra szerelt, vasból készült nyakbilincs (kuna, pellengér), melyet büntetés-végrehajtási eszközként használtak a régi időkben. Ez olyan magasságban volt elhelyezve, hogy az elítélt sem letérdelni, sem kiegyenesedni nem tudott, megnehezítve ezzel neki a büntetés elviselését. Mivel az évszázadok során a tér szintje feltöltődés miatt megemelkedett, napjainkban úgy tűnhet, hogy a bilincs túl alacsonyan, a föld közelében volt.

## Belső tér

### A presbitérium

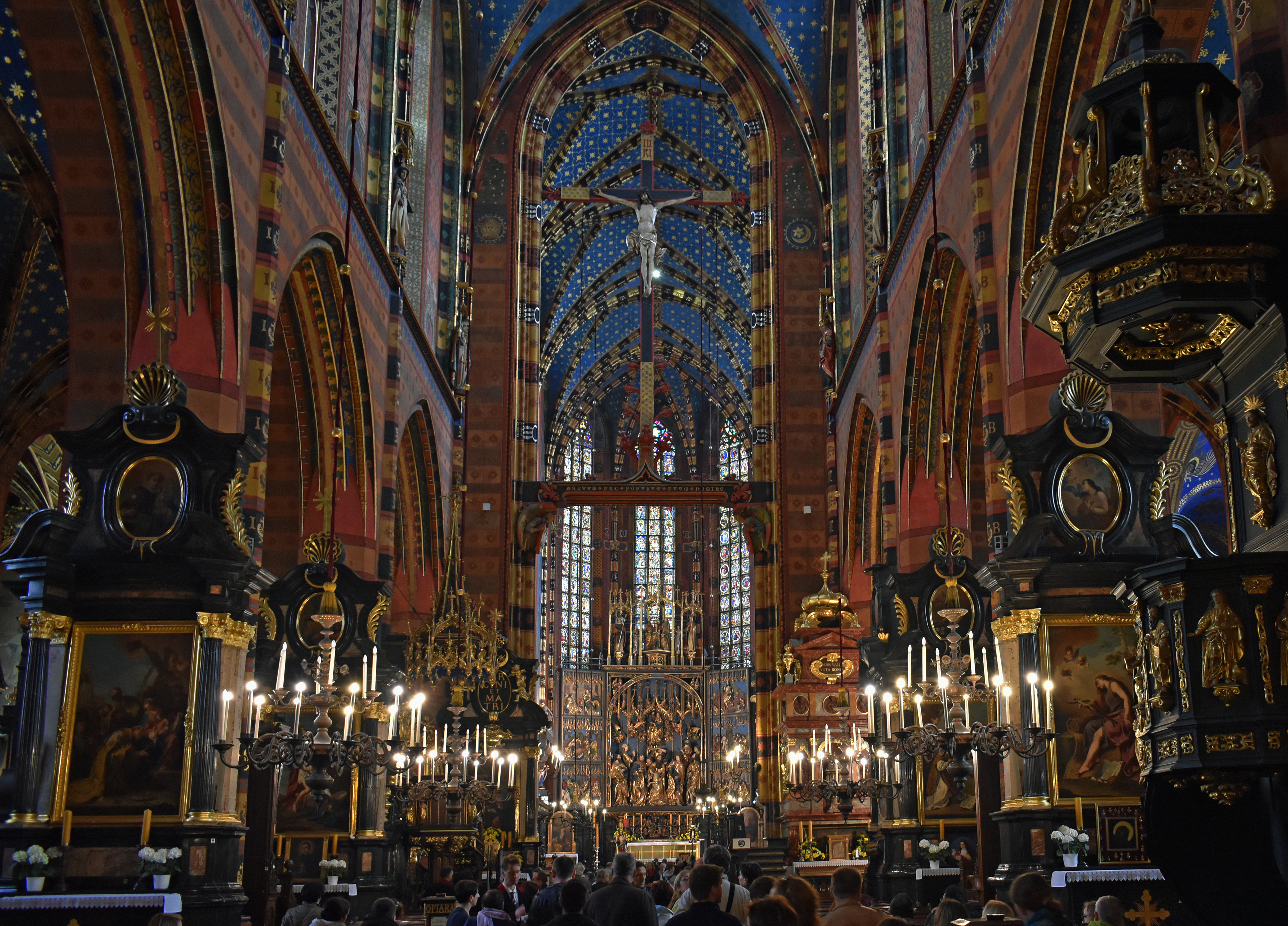
Templomhajó

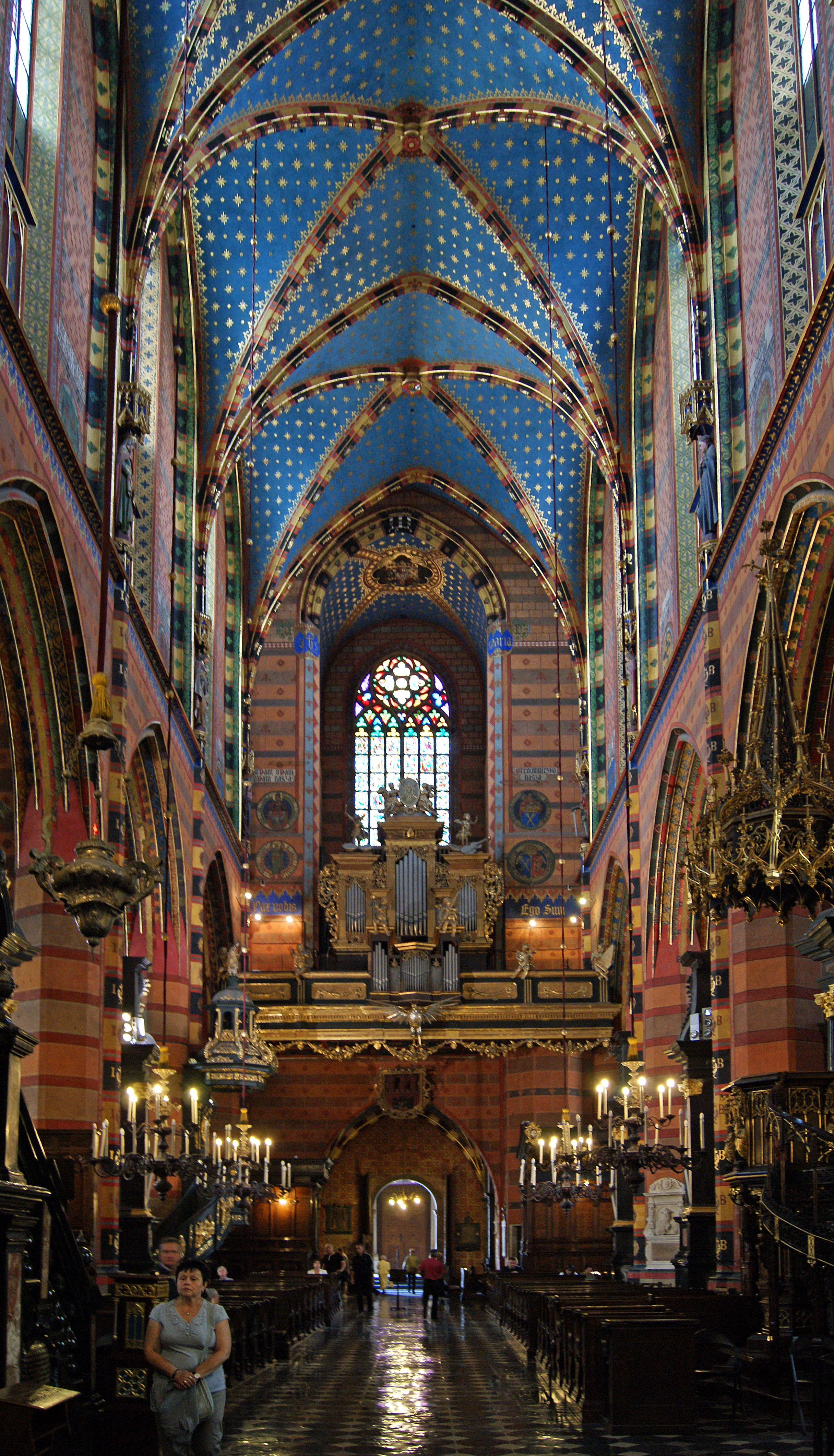
Kórus és orgona

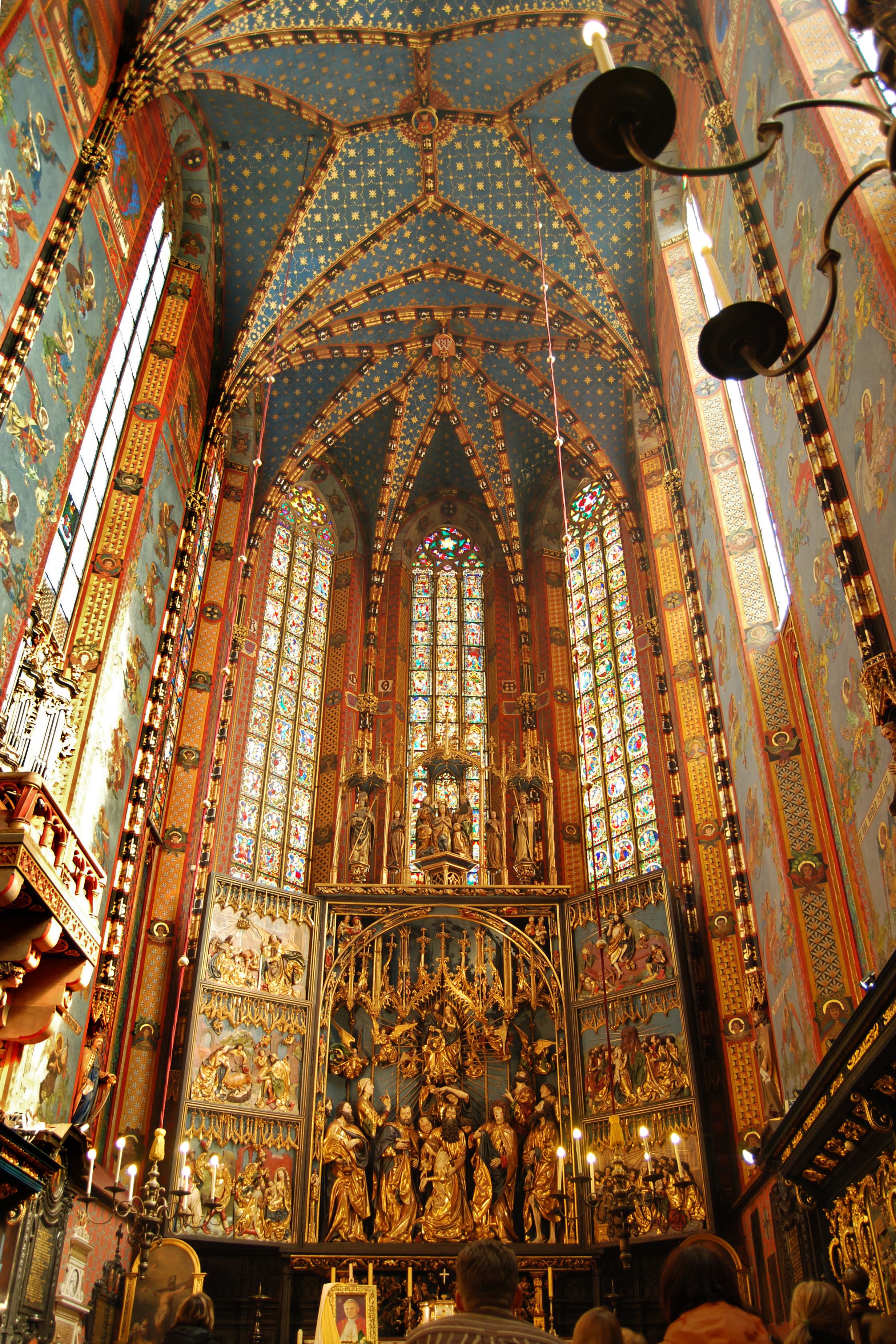
A presbitérium és a Nagy Oltár

A presbitériumot fedő bordás csillagboltozat Czipser mester munkája 1442-ből. A pilléreken Lengyelország, Krakkó és a korábbi templom alapítójának, Iwo Odrowąż krakkói püspöknek a címereit helyezték el. A pilléreknél falfülkékben Jeremiás, Dániel, Ezékiel, Jónás és Ézsaiás prófétáknak, továbbá Dávid királynak a szobrai láthatók, melyeket 1891-ben Zygmunt Langman készített.
A falakat 1890 és 1892 között Jan Matejko polikrómiájával díszítették. A festés kivitelezésében a mester számos tanítványa működött közre, akik később híres és megbecsült művészekké váltak, például Antoni Gramatyka, Edward Lepszy, Stanisław Bańkiewicz, Józef Mehoffer, Stanisław Wyspiański és mások. Az aranyozás terveit Tomasz Lisiewicz készítette, míg magát a munkát Michał Stojakowski végezte. A presbitérium üvegablakait Józef Mehoffer, Stanisław Wyspiański és Tadeusz Dmochowski készítette.
1586-ban a presbitérium mindkét oldalán baldachinos stallumot (kóruspadot) állítottak fel. Ehhez 1635-ben Fabian Möller Krisztus és Mária életéről szóló domborművekkel díszített fejtámaszokat illesztett. A jobb oldali fejtámaszokon a következő jelenetek láthatók: Jessze fája, Mária születése, Mária bemutatása, Mária eljegyzése Szent Józseffel, Angyali Üdvözlet, valamint Mária látogatása Erzsébetnél. Balra, az északi oldalnál lévő fejtámaszokon pedig: Jézus körülmetélése, Háromkirályok hódolata, Jézus bemutatása a templomban, Búcsú Máriától, A feltámadott Krisztus megjelenik Máriának, Isten Anyjának mennybemenetele, Mária megkoronázása, végül Isten anyja a gyermekkel a loretói litánia szimbólumaival övezve.
A presbitériumot az apszis zárja, amelyet a templom többi részétől bronzból készült, azsúrozott balusztrád (mellvéd) és szárnyas ajtó választ el. Az alacsony mellvéd ajtaján címerek függnek. Az apszis festett üvegablakait 1370 és 1400 között Mikołaj mester csinálta, akit „vitreator de Cracovia” (krakkói üveges) néven is emlegettek. A vitrázsokat két téma fűzi össze: A Teremtés könyve az Ószövetségből, valamint Jézus és Mária életének jelenetei az Újszövetségből.

### A főoltár
A Máriának szentelt főoltárt Veit Stoss 1477-1489 között készített, élete fő művének tartott késő gótikus retablója díszít. A kb. 13 x 13 méteres szárnyas oltárfelépítmény (poliptichon) főtestből és két behajtható oldalszárnyból áll, rajta számos figurával. Az oltár fő témája Mária halála és mennybemenetele, továbbá Mária megkoronázása, amelynél Lengyelország legfontosabb szentjei, Szent Szaniszló és Szent Adalbert segédkeznek. A két oldalsó szárny Mária, illetve Jézus életéből mutat be részleteket. Az oltár alapját képező predellán Jessze fája látható.

### A hajók
A főhajó területét négy négyzet alkotja, melyeket keresztboltozatokkal fedtek be. A két mellékhajóból kápolnák nyílnak, ezek az újabb építmények változatos boltozattal készültek.

#### A főhajó

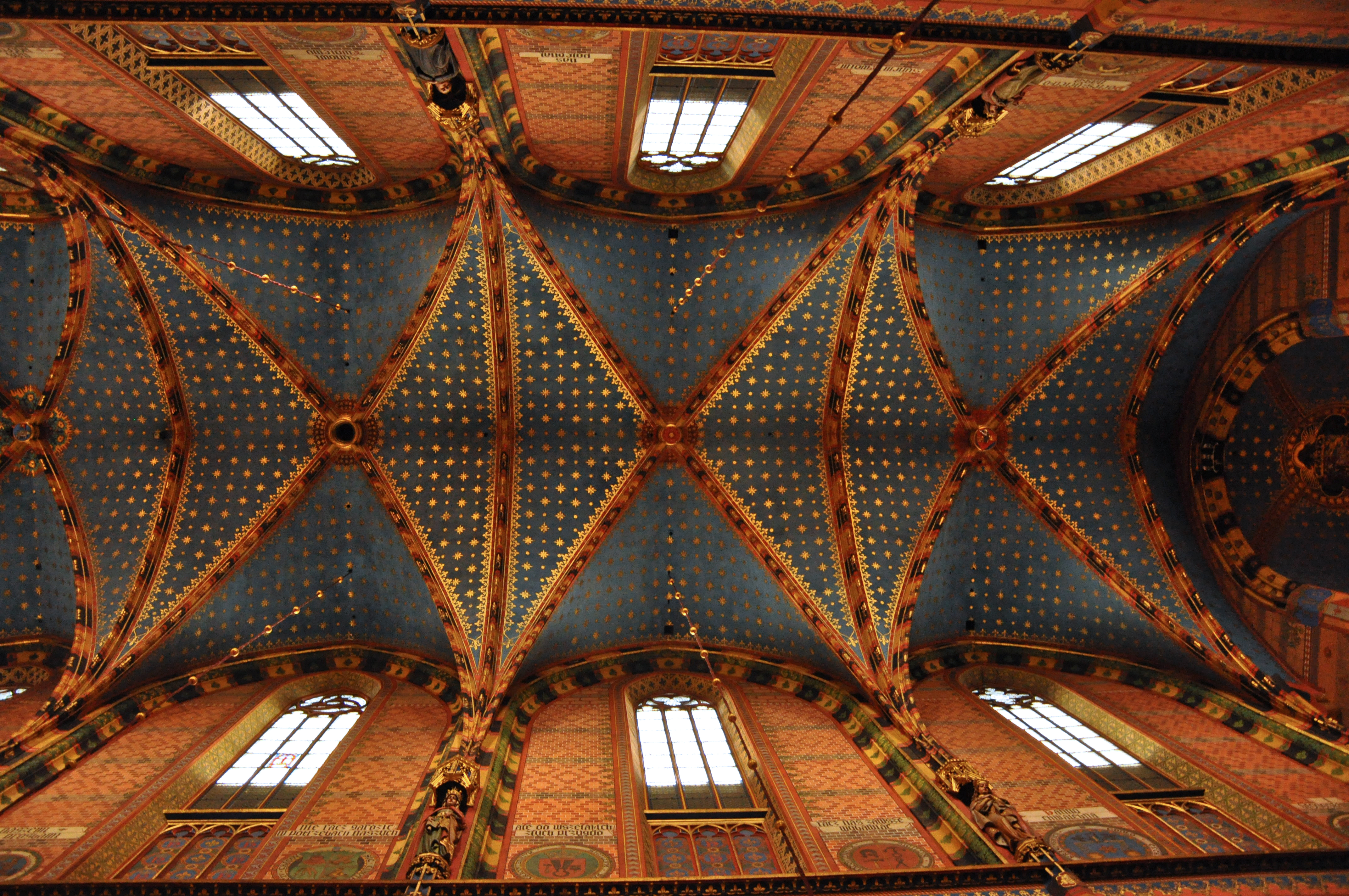
A főhajó boltozata

A főhajó 28 méter magas. A keresztboltozatot díszítő polikrómiát 1890-1892 között Jan Matejko, Józef Mehoffer és Stanisław Wyspiański készítette együtt a festett üvegablakokkal.
A párkánykoszorún fából készült szobrok állnak. Az I. Szent István pápa, Árpád-házi Szent Kinga, Szent Stanisław Kostka, Szent Kázmér királyfi, Szent Hedvig királynő, Szent Orsolya, Szent Jácint (Święty Jacek vagy Jacek Odrowąż), Szent Adalbert, Boldog Szalóme (Boldog Szalonika, Błogosławiona Salomea) és Boldog Bronisława (Bronisława Odrowąż) alakját megidéző alkotásokat a 20. század elején Zygmunt Langman szobrász készítette.
A pilléreknél 18. századi késő barokk oltárok állnak, az oltárképeket Giambattista Pittoni, Jakub Mertens, Hans von Kulmbach, Łukasz Orłowski és mások festették.
A templom főbejáratánál és az oltárok mellett 17. századi városatyák, bírók, csődbiztosok és rangos családok baldachinos stallumjai kaptak helyet. A főhajót és a presbitériumot feszület választja el, mely színesre festett apostolgerendán a magasban áll. A szentélyrekesztőt Jan Matejko tervezete, a feszület Vit Stoss tanítványainak a munkája.
A főhajó keleti részén számos más műalkotás – többek között a Giovanni Maria Mosca (Jan Maria Padovano) olasz szobrász építette cibórium – és több oltár látható még. A templom bejárata felett található a gazdagon díszített 56 sípos orgona, és itt foglal helyet az énekkórus.

#### Északi hajó
A templom északi, bal oldali hajóját Szent Szaniszló 17. század második feléből származó barokk oltára zárja. Rajta Piotrowin lovag feltámadásának faragott jelenete látható. Az oltár gótikus, domborműves menzája az 1400 körüli évekből származik.
Egy másik barokk oltár is áll itt, mely Kacper Bażanka krakkói építész munkája 1725-ből. Giambattista Pittoni olasz festő 1740-ben készített Angyali üdvözlet című képe díszíti. Balusztrádja kapuján lengyel címer függ.
Az oltárral szemben alakították ki a Celari család emlékművét 1616-ban. Rajta fülkékben az adományozók – Jan Paweł Celari és felesége, Małgorzata Chodorowska, valamint Andrzej Celari és felesége, Małgorzata Mączyńska – mellszobrait helyezték el. Ezek felett a Hit és Remény allegorikus szobrai láthatók.

#### Déli hajó
Veit Stoss feszülete

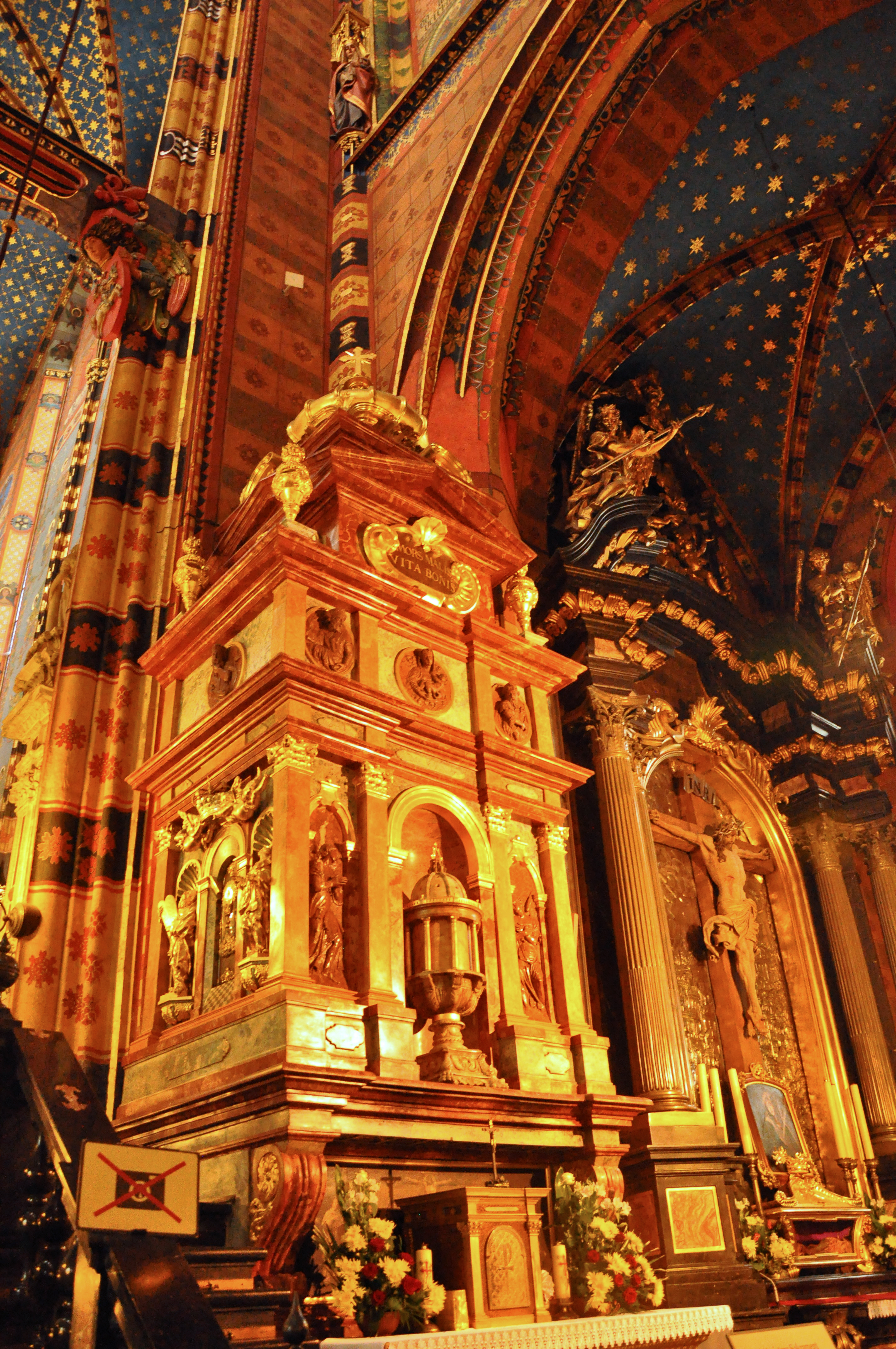
Cibórium, tőle jobbra Veit Stoss feszülete

A hajó déli, jobb oldalán késő barokk oltár áll 1735-ből, lezárva a jobb oldali mellékhajót. Az oltár Vit Stoss kőkeresztjét foglalja magába. A feszület az 1480-1490-es évek fordulóján készült Jan Olbracht és Henryk Slacker királyi pénzverők megbízásából. Krisztus alakjának művészi ábrázolását naturalizmus és fájdalom jellemzi. A művész egyszerre akarta érzékeltetni a mártír szenvedéseit, valamint megváltó, győzedelmes szerepét. Jézus nyitott szemmel néz le az imádkozó emberre, ezzel is növelve a mű ájtatos erejét. Napjainkban a kereszt mögött ezüstlemezre vésve Jeruzsálem látképe látható, ezt 1723-ban Józef Cypler készítette.
Az oltár mellett álló reneszánsz cibóriumot Gian Maria Padovano olasz szobrász és építész tervezte 1552-ben, és Mastelli és Pipan krakkói aranyművesek munkája. A gazdagon díszített építmény homokkőből készült színes márvánnyal kiegészítve. A cibóriumot balusztrád övezi, melyen át bronzból készült, lengyel és litván címerekkel díszített, azsúrozott kapun keresztül lehet belépni. A mű Michael Otto műve 1595-ből.
A cibórium 1600-1603 között készült az ekkor már nem élő Santi Gucci (1530 körül-1600) műhelyében. A cibórium a Montelupi család (Wilczogórski) síremléke, s címerek, valamint a Bátorság, a Mértékletesség és az Óvatosság allegorikus alakjai díszítik.

### Kápolnák
Az északi hajóban található kápolnák:
Szent Antal-kápolna
Korábban Gazemberek kápolnájának (Kaplica Złoczyńców) nevezték, mert a halálraítélt bűnözők itt töltötték utolsó éjszakájukat, s innen kísérték ki őket a papok a vesztőhelyre. A kápolna barokk oltára 1741-42-ben készült, itt temették el Szymon Białogórski papot.
Loretói kápolna
A kápolnát Paweł Zator pap adományából építették a 16. század végén. A 18. század második felében Franciszek Placidi tervei szerint oltárt emeltek benne. Az oltárkép a 16. századból való és a Madonnát ábrázolja a gyermekkel. Falain a Szembek család tagjainak epitáfiumai láthatók.
Keresztelő Szent János-kápolna
A kápolnát 1446-ban alakították ki és a 16. századtól a vagyonos Boner család gondozásában állt. A kápolnában található Seweryn Boner királyi bankár és felesége, Zofia Bethmanówna síremléke, ami Peter Vischer műhelyében készült és valószínűleg Stanisław Samostrzelnik és Peter Flötner tervezte. A többi műemlék, például Krzysztof Kochanowski sztaroszta sírköve a késő barokk korból származik. A falakat 1929-től Józef Mehoffer polikrómiái díszítik.
Szent Lőrinc-kápolna (Mazaraki-kápolna)
A kápolna az 1423-1441 közötti időszakban épült Marek Noldenfesser krakkói tanácsos költségén. Egy időben a Krakkóban letelepedő Thurzó család, majd a Mazaraki család birtokában volt. Barokk felszerelése a 18. századból való. A fali polikrómia Jan Bukowski munkája a 19-20. század fordulójáról.
Szent Mihály arkangyal kápolna
A kápolna az első emeleten található az előcsarnok felett. 1443-ban létesült Jan Baomgartnak köszönhetően, később a szűcsök gondoskodtak róla. Az oltár a 17. század középső részéből származik, és a Rózsafüzér királynőjét ábrázoló kép díszíti. A falakon Jan Bukowski polikrómiája látható.
Urunk színe változása kápolna
Az Urunk színe változása kápolnát 1439-ben Jerzy Szwarcz polgármester alapította. Figyelemre méltó barokk oltárát 1747-ben Francesco Placidi tervezte. Jobb felőli oldalán Henryk Ignacy Kamieński tábornok epitáfiuma látható, aki az 1831-es osztrolenkai csatában esett el. A polikrómia ugyancsak Jan Bukowski munkája.

### Sekrestye
A sekrestye a 15. században épült. Dongaboltozat borítja, melyet a 18. században Peter Francis Molitor polikrómiákkal díszített. Munkája a keresztény hit győzelmét mutatja be. A falfestmények a 19. századból származnak, és a hét szentség szimbólumait, templomokat, szenteket és boldogokat ábrázolnak. A 17. századi bejárati ajtó barokk stílusú, akárcsak a berendezési tárgyak.

## Harangok
Az alacsonyabb torony egyes szintjein négy középkori, liturgikus harang függ, melyek Lengyelország legnagyobb és legrégebbi harangjainak számítanak:
|   | Név             | Hang | Öntés éve  | Harangöntő       | Súly (kg) | Átmérő (cm) |
| - | --------------- | ---- | ---------- | ---------------- | --------- | ----------- |
| 1 | Campana Antiqua | a1   | 14. század |                  | ~ 900     | 108         |
| 2 | Misjonał        | f1   | 1386-1390  | Jan Weygel (Igló | ~ 1800    | 134         |
| 3 | Tenebrat        | cis1 | 1386-1390  | Jan Weygel (Igló | ~ 4000    | 175         |
| 4 | Półzygmunt      | cis1 | 1438       | Jan Freudental   | ~ 4300    | 180         |

## Papok
Plébánosok:
|   | Plébánosok | Hivatali évek |
| - | ---------- | ------------- |
| 1 | Stefan     | 1224          |
| 2 | Rajnold    | 1294          |
| 3 | Franciszek | 1318          |

Esperesek:
|    | Esperesek                | Hivatali évek |
| -- | ------------------------ | ------------- |
| 1  | Jan Grot                 | 1326          |
| 2  | Andrzej de Verulis       | 1327          |
| 3  | Jan z Lubsicz            | 1329          |
| 4  | Bertrand                 | 1342          |
| 5  | Mikołaj z Kurnika        | 1369-1374     |
| 6  | Kieczon z Książnic       | 1386          |
| 7  | Paweł Nepromis           | 1394          |
| 8  | Mikołaj Piannaster       | 1400          |
| 9  | Mikołaj Pieniążek        | 1401          |
| 10 | Adam z Będkowa           | 1413-1450     |
| 11 | Grzegorz Szworc          | 1450-1485     |
| 12 | Jan Heidecke             | 1500-1512     |
| 13 | Mikołaj Waltek           | 1514-1542     |
| 14 | Tomasz Pszonka           | 1542-1553     |
| 15 | Wojciech Niwiński        | 1563-1583     |
| 16 | Jakub Górski             | 1583-1585     |
| 17 | Hieronim Powodowski      | 1586-1613     |
| 18 | Hieronim Alantsse        | 1613-1614     |
| 19 | Krzysztof Trzciński      | 1614-1640     |
| 20 | Justus Słowikowski       | 1640-1654     |
| 21 | Mikołaj Słowikowski      | 1654-1678     |
| 22 | Grzegorz Januszewicz     | 1678-1700     |
| 23 | Dominik Lochman          | 1700-1723     |
| 24 | Jacek Łopacki            | 1723-1761     |
| 25 | Leonard Kiełczewski      | 1761-1795     |
| 26 | Karol Lochman            | 1795-1803     |
| 27 | Grzegorz Mieroszewski    | 1803-1808     |
| 28 | Jan Hofman               | 1808-1809     |
| 29 | Józef Łańcucki           | 1809-1841     |
| 30 | Ludwik Hasselquist       | 1841-1846     |
| 31 | Franciszek Stachowski    | 1846-1850     |
| 32 | Jan Kalisiewicz          | 1850-1855     |
| 33 | Jan Kogutowicz           | 1855-1873     |
| 34 | Zygmunt Golian           | 1873-1880     |
| 35 | Ludwik Bober             | 1880-1891     |
| 36 | Józef Krzemieński        | 1891-1912     |
| 37 | (Franciszek) Albin Symon | 1913-1918     |
| 38 | Czesław Wądolny          | 1918-1925     |
| 39 | Józef Kulinowski         | 1925-1944     |
| 40 | Ferdynand Machay         | 1944-1967     |
| 41 | Teofil Kurowski          | 1967-1983     |
| 42 | Jan Kościółek            | 1983-1995     |
| 43 | Bronisław Fidelus        | 1995-2011     |
| 44 | Dariusz Raś              | 2011-től      |

## Fordítás
- Ez a szócikk részben vagy egészben a Kościół archiprezbiterialny Wniebowzięcia Najświętszej Marii Panny w Krakowie című lengyel Wikipédia-szócikk ezen változatának fordításán alapul.  Az eredeti cikk szerkesztőit annak laptörténete sorolja fel. Ez a jelzés csupán a megfogalmazás eredetét és a szerzői jogokat jelzi, nem szolgál a cikkben szereplő információk forrásmegjelöléseként.